# Asterolepis
Asterolepis es un género de polillas tortrícidas categorizado en la tribu Tortricini, de la subfamilia Tortricinae. Fue descrito por Józef Razowski en 1964.

## Especies
- Asterolepis brandti Common, 1965
- Asterolepis chlorissa (Razowski, 1966)
- Asterolepis cypta Razowski, 2012
- Asterolepis dipterocarpi Razowski, 2012
- Asterolepis earina Common, 1965
- Asterolepis engis Razowski, 2012
- Asterolepis glycera (Meyrick, 1910)